# Mariko Ebralidze
Mariko Ebralidze (en georgiano: მარიკო ებრალიძე; 1984) es una cantante georgiana de jazz, que representó a su país en el Festival de Eurovisión 2014, junto con el grupo The Shin y la canción «Three Minutes to Earth».

## Biografía
Nacida en Tiflis, Ebralidze estudió en la escuela de música Zakaria Paliashvili y el Instituto Pedagógico de Artes Musicales, y recibió una licenciatura como solista y profesora en 2008. Ella había ganado popularidad en Georgia como cantante de jazz. Desde 2008, Ebralidze ha sido solista en la orquesta Big Band de la Municipalidad de Tbilisi.